# Грузька сільська рада (Гайсинський район)
| Грузька сільська рада — колишній орган місцевого самоврядування у Гайсинському районі Вінницької області з адміністративним центром у с. Грузьке. Сільській раді були підпорядковані населені пункти: - с. Грузьке |

## Склад ради
Рада складалася з 12 депутатів та голови.

## Керівний склад сільської ради
| ПІБ                            | Основні відомості                                                               | Дата обрання | Дата звільнення |
| ------------------------------ | ------------------------------------------------------------------------------- | ------------ | --------------- |
| Волчанська Оксана Валентинівна | Сільський голова, 1967 року народження, освіта, член Партії «Реформи і порядок» | 26.03.2006   | 31.10.2010      |
| Волчанська Оксана Валентинівна | Сільський голова, 1967 року народження, освіта вища, позапартійна               | 31.10.2010   |                 |

Примітка: таблиця складена за даними джерела

## Історія
На 1 жовтня 1959 Грузчанська, площа 2562 га, населення 1759 чоловік, 1 сільський населений пункт.